# The Poodles
The Poodles fue una banda de hard rock originaria de Suecia, popular por sus éxitos "Metal Will Stand Tall" y "Night of Passion", la última tocada en el festival sueco Melodifestivalen en 2006. La banda fue formada por el cantante Jakob Samuel (Jake Samuels) quien a principios de los años 1990 fue el baterista de la agrupación Talisman, el bajista Pontus Egberg (ex Lion's Share), el guitarrista Pontus Norgren (también antiguo miembro de Talisman y Humanimal) y el baterista Christian Lundqvist.
Tocaron en el mencionado festival Melodifestivalen, además de realizar presentaciones en el Sweden Rock Festival en 2006 y 2008. En 2018 la agrupación anunció su separación, debido principalmente a los proyectos personales de sus integrantes.

## Miembros

### Actuales
- Jakob Samuel - Voz
- Christian Lundqvist - Batería
- Henrik Bergqvist - Guitarra
- Johan Flodqvist - Bajo

### Anteriores
- Pontus Norgren (actualmente en Hammerfall) - Guitarra
- Pontus Egberg - Bajo

## Galería

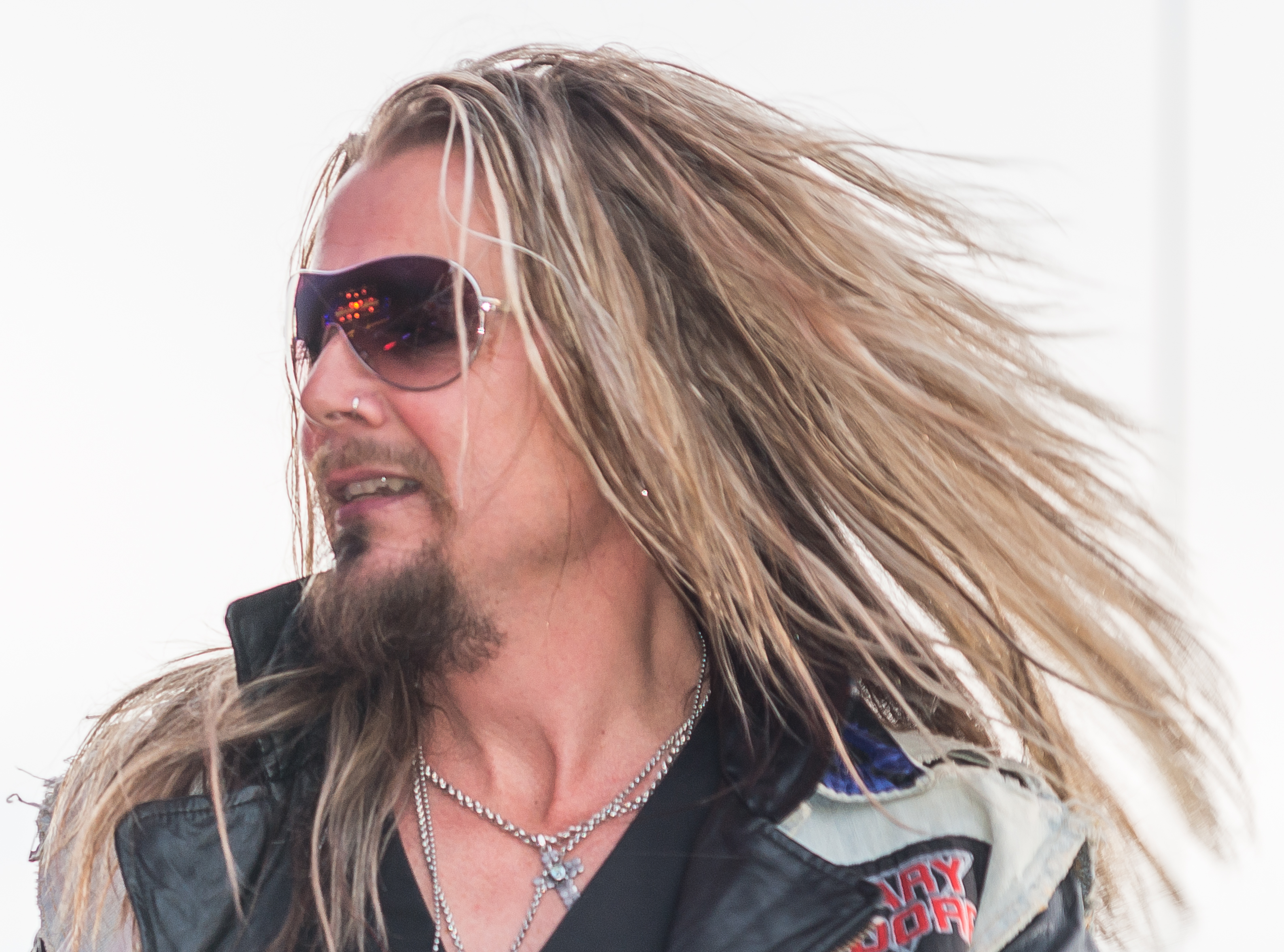
Jacob Samuel 2015
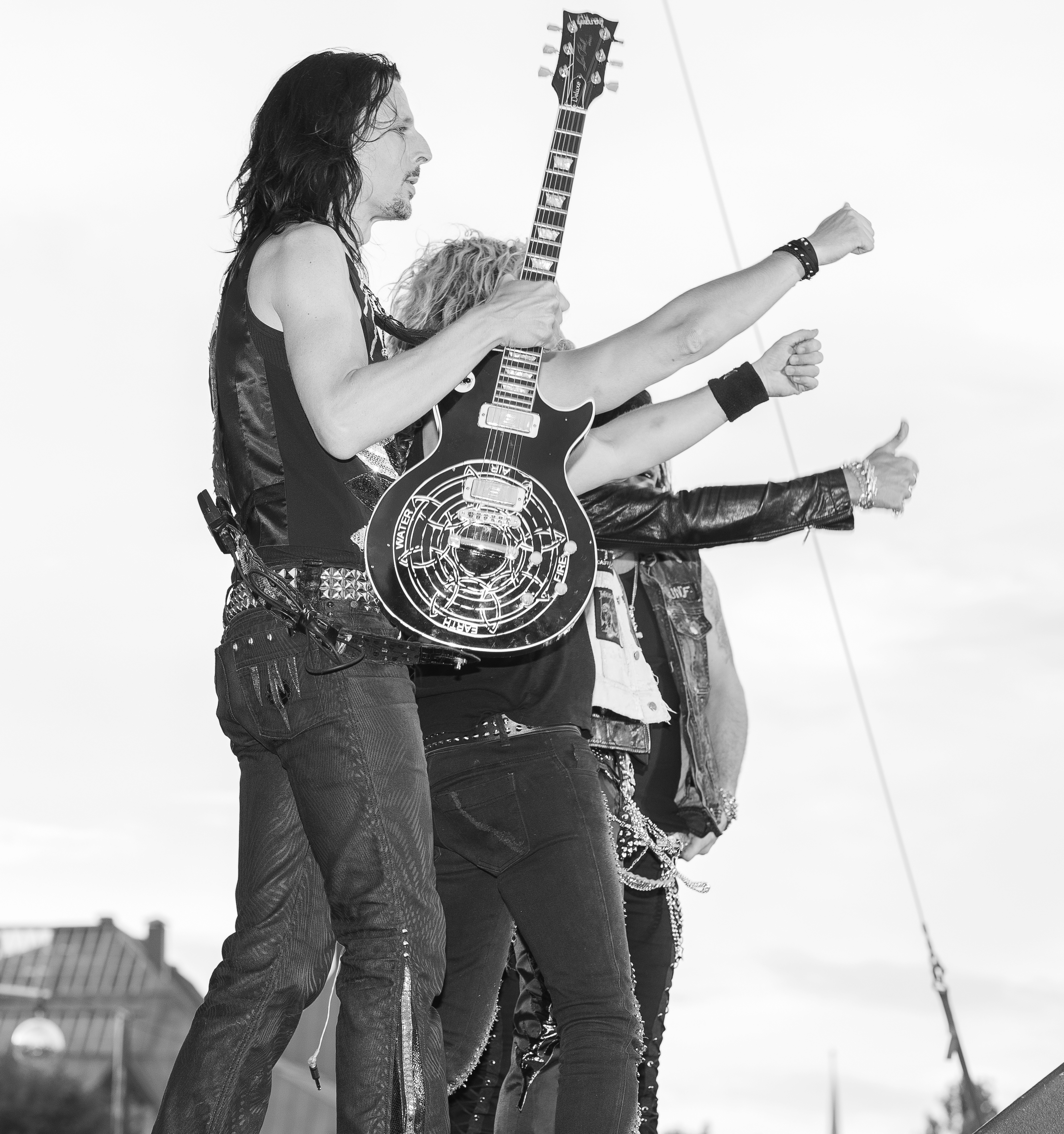
The Poodles 2015
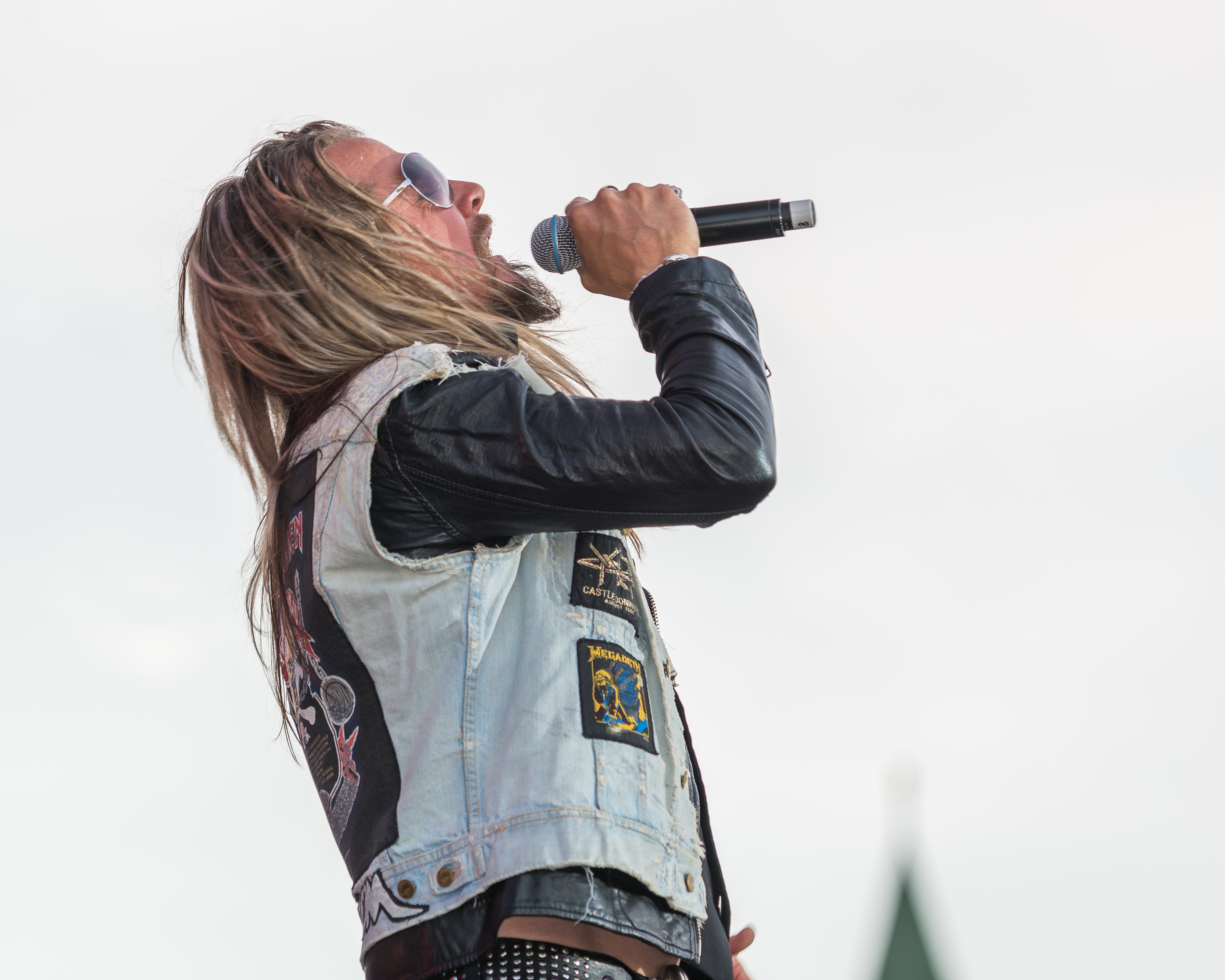
Jacob Samuel 2015
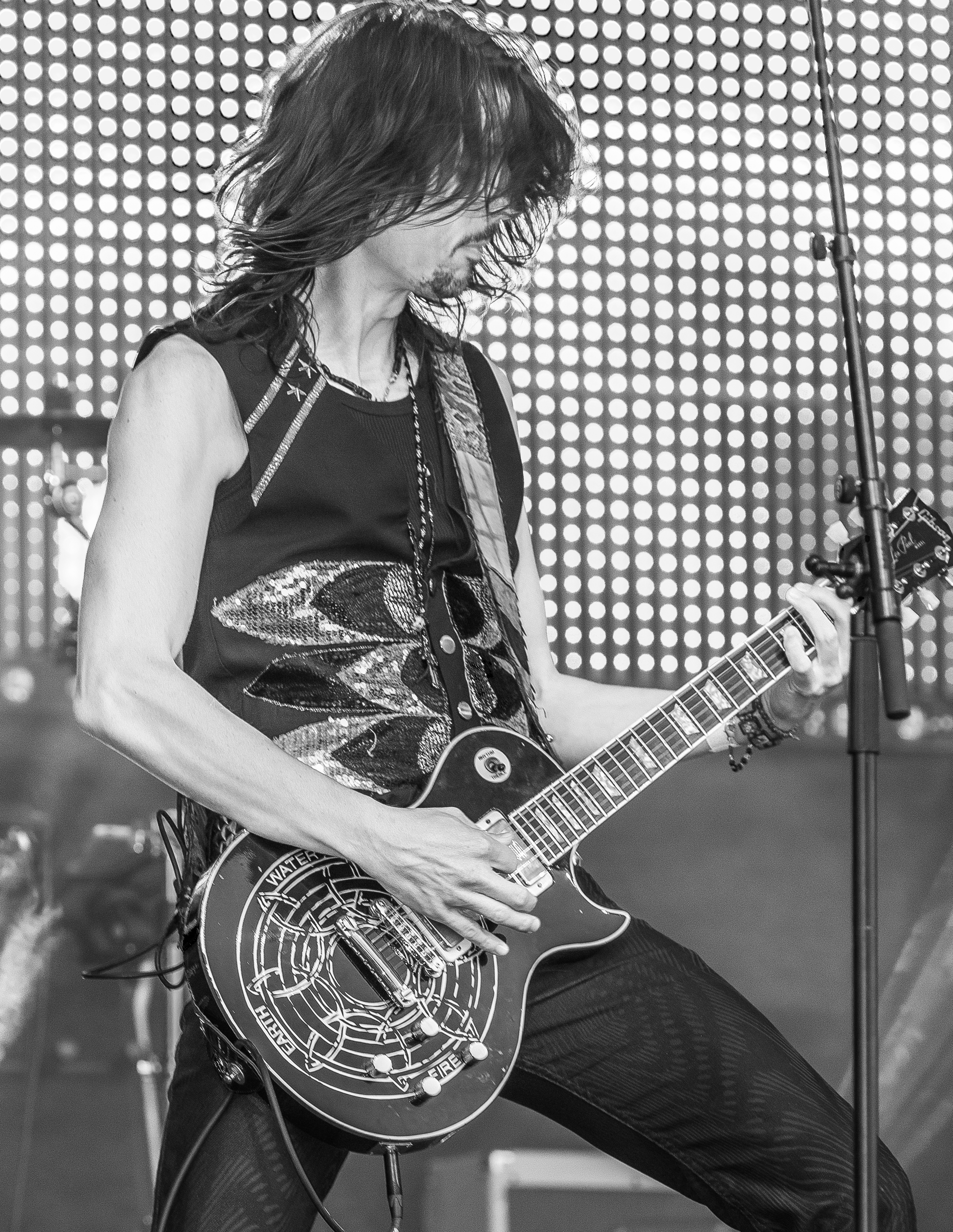
The Poodles 2015
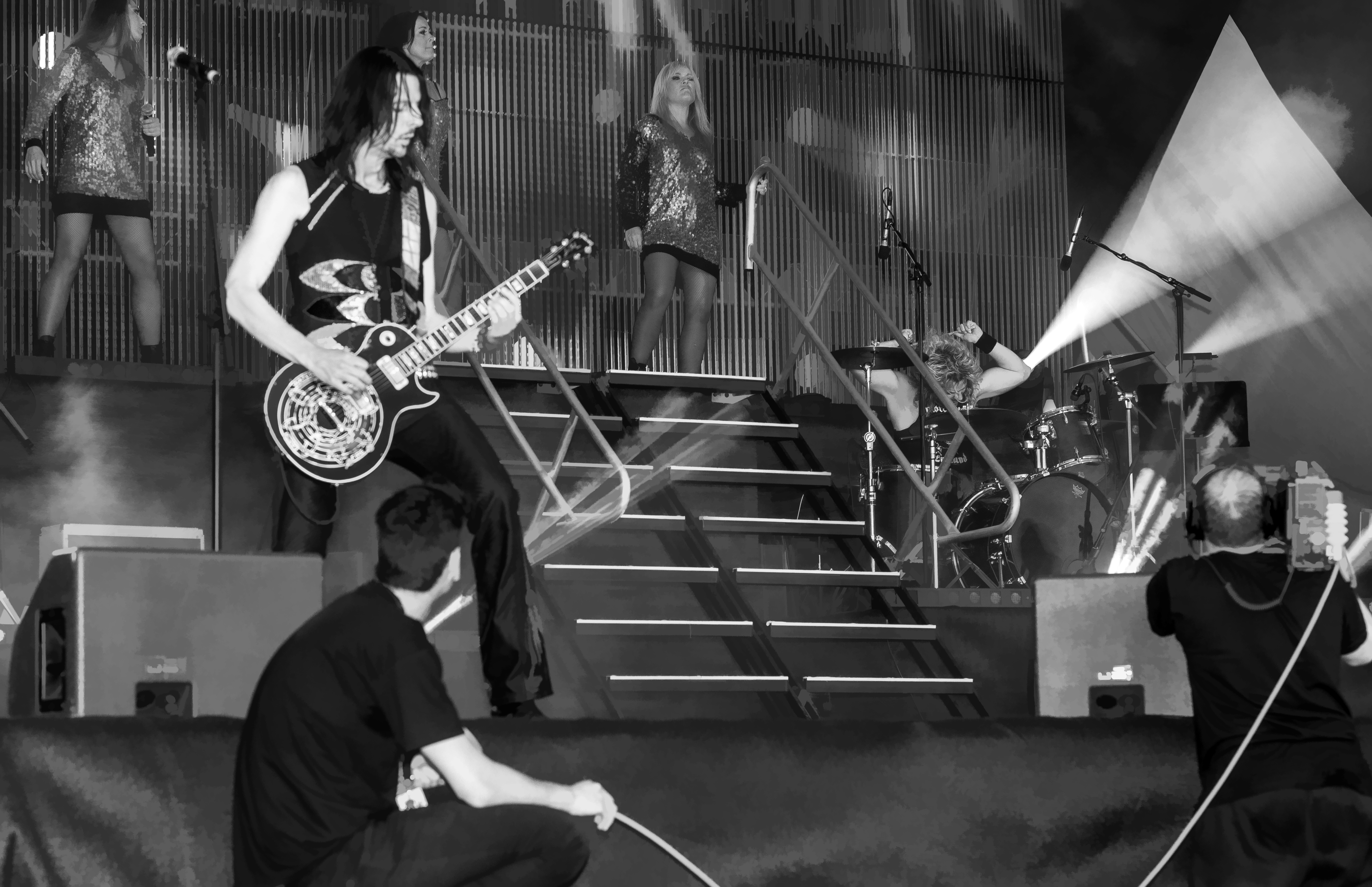
The Poodles 2015
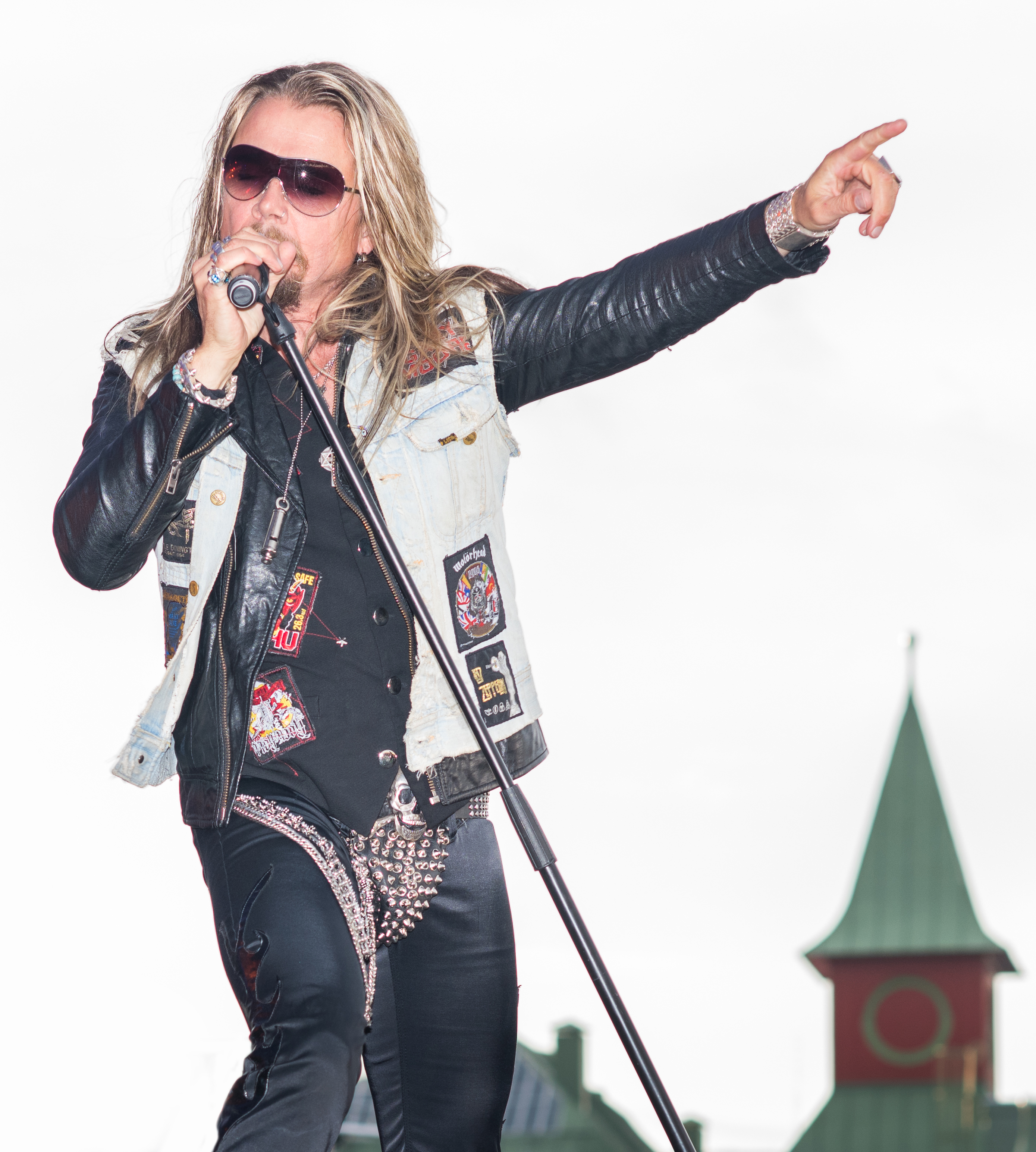
Jacob Samuel 2015
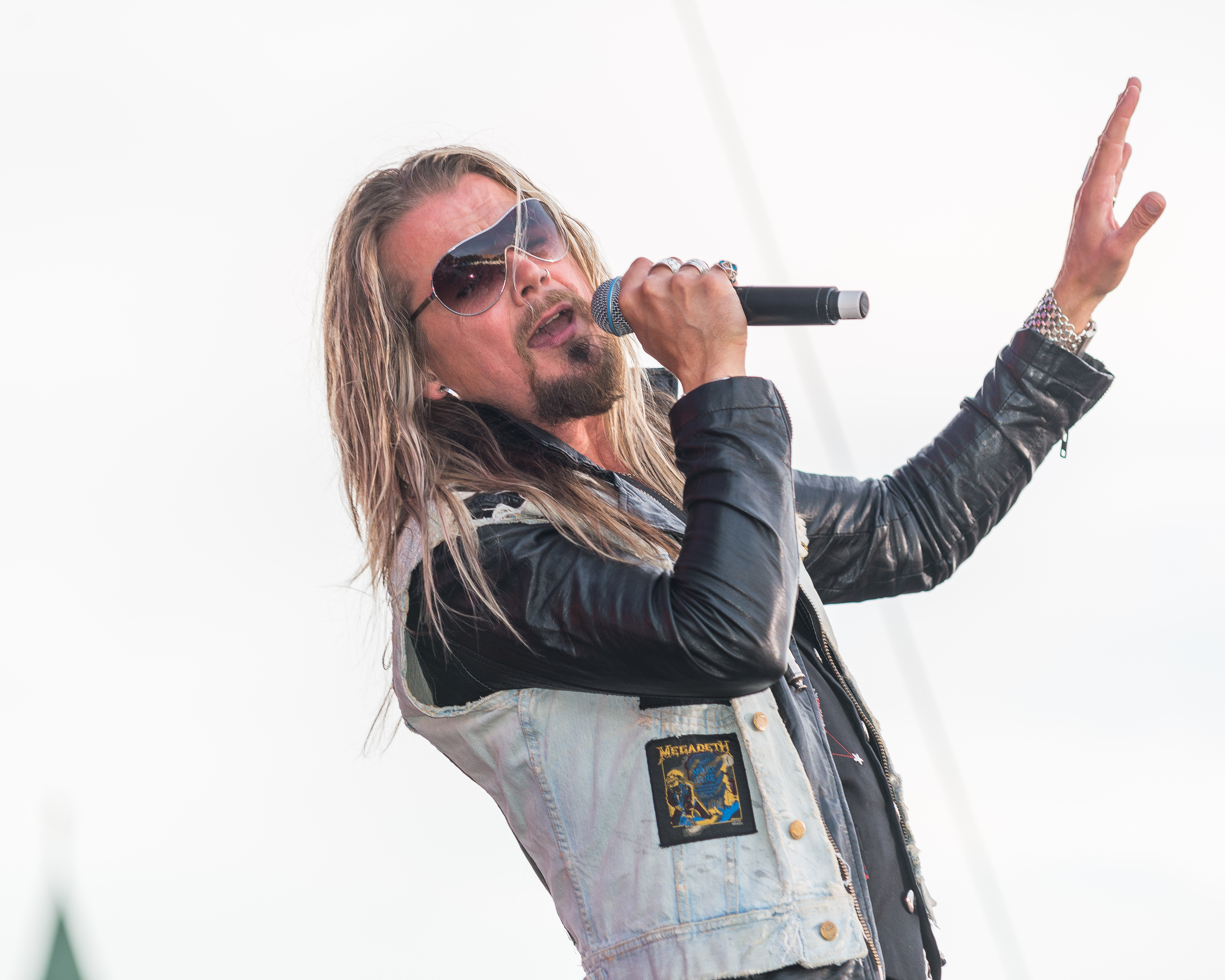
Jacob Samuel 2015

## Discografía

### Estudio
| Año  | Álbum                 | Posición en las listas | Certificación |
| Año  | Álbum                 | SUE                    | Certificación |
| ---- | --------------------- | ---------------------- | ------------- |
| 2006 | Metal Will Stand Tall | 4                      |               |
| 2007 | Sweet Trade           | 8                      |               |
| 2009 | Clash of the Elements | 5                      |               |
| 2011 | Performocracy         | 1                      |               |
| 2013 | Tour De Force         | 5                      |               |
| 2015 | Devil in the Details  | 27                     |               |

### En Vivo
| Año  | Álbum      | Posición en las listas | Certificación |
| Año  | Álbum      | SUE                    | Certificación |
| ---- | ---------- | ---------------------- | ------------- |
| 2010 | No Quarter | 50                     |               |

### Sencillos
| Año  | Álbum                                                          | Posición | Certificación | Álbum                 |
| Año  | Álbum                                                          | SUE      | Certificación | Álbum                 |
| ---- | -------------------------------------------------------------- | -------- | ------------- | --------------------- |
| 2006 | "Night of Passion"                                             | 2        |               |                       |
| 2006 | "Metal Will Stand Tall" (con Tess Merkel)                      | 2        |               |                       |
| 2006 | "Song for You"                                                 | 7        |               |                       |
| 2007 | "Seven Seas" (con Peter Stormare)                              | 10       |               |                       |
| 2007 | "Streets of Fire"                                              | –        |               |                       |
| 2008 | "Line of Fire" (E-Type & The Poodles)                          | 3        |               |                       |
| 2008 | "Raise the Banner" (Canción oficial de Suecia en Beijing 2008) | 1        |               |                       |
| 2009 | "One Out of Ten"                                               | 1        |               | Clash of the Elements |

### Compilados
- 2006: Varios Artistas - Melodifestivalen 2006